# Lucio Sanseverino
Lucio Sanseverino (ur. w 1565 w Neapolu, zm. 25 grudnia 1623 w Salerno) – włoski kardynał.

## Życiorys
Urodził się w 1565 roku w Neapolu, jako syn Giovanniego Giacoma Sanseverino i Cornelii Pignatelli. W młodości został referendarzem Trybunału Obojga Sygnatur. 2 grudnia 1592 roku został wybrany arcybiskupem Rossano, a dziewiętnaście dni później przyjął sakrę. W 1612 roku został przeniesiony do archidiecezji Salerno, a w latach 1619–1621 był nuncjuszem we Flandrii. 21 lipca 1621 roku został kreowany kardynałem prezbiterem i otrzymał kościół tytularny Santo Stefano al Monte Celio. Zmarł 25 grudnia 1623 roku w Salerno.